# Diabolo (Bootsklasse)
Der Diabolo ist ein leichter, aus Sperrholz gefertigter Jollenkreuzer mit zwei Kojen. Dank der klappbaren Ruderanlage und des aufholbaren Schwertes ist er für flache Gewässer bestens geeignet. Der Mast lässt sich ohne großen Aufwand legen, wodurch niedrige Durchfahrten kein großes Problem darstellen. Als Segel sind Fock oder Spinnaker vorgesehen. Optional kann ein kleiner Außenbordmotor montiert werden.

## Geschichte
Das Boot wurde 1985 von der Wassersportzeitschrift Yacht bei Dr. Jüs Segger in Auftrag gegeben, der bereits 1983 den Seggerling entwickelt hatte. Die Konstruktion sollte ein sportliches Selbstbauboot mit Jollencharakter sein, das schnell und unkompliziert zu segeln ist und Wohn- und Schlafraum für mindestens zwei Personen bietet. Die Möglichkeiten zum einfachen Trailern und Slippen waren weitere Randbedingungen.
1990 wurde die Klassenvereinigung gegründet. Heute gibt es etwa 40 Boote dieser Klasse, die in Eigenbau nach der Methode sägen, nähen, kleben, fertig erstellt wurden. Daher können auch die Abmessungen hinsichtlich Länge, Breite und Segelfläche bei den einzelnen Schiffen variieren.